# Antiblemma agnita
Antiblemma agnita là một loài bướm đêm trong họ Erebidae.